# Браувер, Ян
Йоханнес (Ян) Браувер (нидерл. Johannes (Jan) Brouwer, 24 мая 1940, Влардинген) — нидерландский футбольный тренер и функционер.

## Карьера
Никогда не играл в футбол профессионально, а свою тренерскую карьеру в раннем возрасте начал в низших лигах. Позднее Браувер руководил юниорской сборной Нидерландов и был главой департамента молодежного футбола в федерации. Возглавлял клубы Эредивизи, а в 1987 году выводил в нее «Волендам».
Завершал свою тренерскую карьеру Браувер на африканском континенте. В 2001 году он являлся наставником сборной Замбии, а затем — ряда ангольских клубов.

## Достижения
- Чемпион Анголы (1): 2006.
- Обладатель Кубка Анголы (1): 2006.
- Победитель Первого дивизиона Нидерландов (1): 1986/87.